# Ernst Keller (Politiker, Januar 1900)

Ernst Keller

Ernst Keller (* 11. Januar 1900 in Geislingen; † 3. Juni 1945 in Kiel) war ein deutscher Politiker (NSDAP).

## Leben und Wirken
Nach dem Besuch der Volksschule in Geislingen wurde Ernst Keller von 1908 bis 1914 an der deutschen Schule in Rom unterrichtet. Anschließend wurde er von 1915 bis 1917 an der Bürgerschule in München weiter unterrichtet, bevor er 1918 der 1. Kompanie der Kraftfahrer-Ersatzabteilung I in München als Kriegsfreiwilliger beitrat, der er dann bis zum Februar 1919 angehörte. 1920 wurde er Mitglied der Schützenbrigade von Epp. Anschließend verdiente er seinen Lebensunterhalt bis 1926 als landwirtschaftlicher Beamter.
1927 ließ Keller sich als Bauer in Prechlau im Kreis Schlochau nieder. Von 1927 bis 1930 war er Jungsturmführer. 1930 trat er in die Sturmabteilung und die NSDAP ein. 1933 wurde er Führer der Standarte Jäger 2 in Flatow. 1934 wurde er Führer der Standarte Jäger 22 in Schlochau. 1934 bis mindestens 1936 war er Führer der SA-Brigade 8 Grenzland Süd. Außerdem übernahm er Aufgaben als Oberführer, Kreisbauernführer, Landesbauernrat, Mitglied des Preußischen Provinzialrates und Kreisdeputierter.
Von März 1936 bis zum April 1938 war Keller Abgeordneter des nationalsozialistischen Reichstags für den Wahlkreis 5 (Frankfurt, Oder).